# 9K114 Szturm
9K114 Szturm (kod NATO: AT-6 Spiral) – system przeciwpancernych pocisków kierowanych II generacji powstały na przełomie lat 60. i 70. XX wieku w ZSRR. Zasadniczym elementem zestawu jest pocisk 9M114 Kokon.

## Historia
Prace nad nowym systemem przeciwpancernych pocisków kierowanych (ppk) rozpoczęto w roku 1968. Nowy system miały być uzupełnieniem 9K111 Fagot i 9K113 Konkurs. O ile Fagot był systemem przenośnym, a nośnikiem 9K113 Konkurs miały być wozy bojowe to nowy system Szturm miał przede wszystkim stanowić uzbrojenie śmigłowców Mi-24. Jednakże w późniejszym czasie stworzono także wersję dla wozów bojowych. Wariant śmigłowcowy otrzymał oznaczenie 9K114 Szturm-W, natomiast wariant samobieżny – 9K114 Szturm-S. Prace nad zestawem rakietowym prowadzono w biurze projektowym K.B. Maszinostrojenia pod kierownictwem S.P. Niepobiedimego. Pierwsze próby z odpaleniem pocisku 9M114 odbyły się w roku 1970. 23 września 1973 roku oblatano pierwszy śmigłowiec Mi-24W, przystosowany do odpalania nowych ppk. W kolejnych latach dopracowywano konstrukcję i ostatecznie Mi-24W do służby wszedł w marcu 1976 roku.
W latach 80. XX wieku podjęto prace nad modernizacją zestawu Szturm. Owocem tych prac jest pocisk 9M120 Ataka-W.

## Konstrukcja
Zestaw 9K114 Szturm składa się z kilku elementów: hermetycznej wyrzutni rurowej (pełniącej jednocześnie rolę transportera pocisku), pocisku 9M114 Kokon (z ładunkiem kumulacyjno-odłamkowym) i stacji kierowania ogniem Raduga-Sz. Resurs zestawu przeciwpancernego Szturm oceniono na 10 lat, z gwarancją zachowania sprawności na poziomie 0,98. Radiokomendowe naprowadzanie pocisku na cel odbywa się półautomatycznie. Zadaniem operatora po odpaleniu pocisku jest utrzymywanie marki centralnej celownika na celu, torem lotu pocisku kieruje zaś układ automatyczny. Stabilizacja pocisku w locie realizowana jest poprzez ruch obrotowy wokół jego osi poprzecznej. Napęd pocisku składa się z dwóch silników rakietowych, przy czym silnik startowy pracuje tylko w wyrzutni i później jest odrzucany.

## Nośniki

### Śmigłowce
- Mi-24W, Mi-24P, Mi-24WP
- Ka-29TB
- Mi-28

Zestawy 9M114 Szturm zamontowano też na prototypach śmigłowców: Ka-50, W-3U Salamandra i W-3WB Huzar.

### Wozy bojowe
- Rakietowy niszczyciel czołgów 9P149 Szturm-S (zbudowany na podwoziu MT-LB)